# اریک ۴۹۵۴

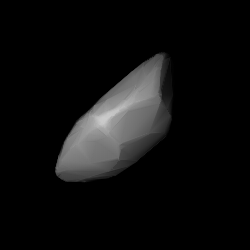
مدل سه‌بُعدی سیارک اریک ۴۹۵۴ بر اساس منحنی نور آن

سیارک ۴۹۵۴ (به انگلیسی: 4954 Eric، نامگذاری:1990SQ) چهار هزار و نهصد و پنجاه و چهارمین سیارک کشف شده‌است که در ۲۳ سپتامبر ۱۹۹۰ کشف شد.
قدر مطلق سیارک برابر ۱۲٫۶۰ است.